# Scoparia ulmaya
Scoparia ulmaya là một loài bướm đêm trong họ Crambidae.